# 黄药大头茶
黄药大头茶（学名：Gordonia chrysandra）为山茶科大头茶属下的一个种。

## 扩展阅读
- 維基物種上的相關：黄药大头茶